# Andreas Nibe
Andreas Nibe Hansen (født 31. maj 2003) er en professionel fodboldspiller der spiller som midtbanespiller for fodboldklubben C.D. Mafra.

## Karriere

### FC Midtjylland
Som 13-årig fik Nibe fra Kerteminde Boldklub kontrakt med FC Midtjylland. Her har han arbejdet målrettet mod at blive bedre samtidig med, at han færdiggjorde sin skolegang. Nibe har været med til at vinde DM for U-19. Den 14. september 2022 forlængede Nibe kontrakten med FCM helt indtil 2027. Nibe har fået sin debut på FCMs førstehold i en pokalkamp mod FA 2000 den 19. oktober 2022, som blev vundet sikkert 6-0.

### Lån til Næstved
Nibe blev lejet ud til Næstved BK den 21. januar 2023 for at få mere erfaring. Nibe blev en vigtig spiller for Næstved i foråret 2023 med 5 assists på 15 kampe.